# بيرسي ماركس
بيرسي ماركس (بالإنجليزية: Percy Marks)‏ (9 سبتمبر 1891، مقاطعة ميندوسينو في الولايات المتحدة - 27 ديسمبر 1956)؛ روائي أمريكي. درس في جامعة هارفارد.

## روابط خارجية
- بيرسي ماركس على موقع IMDb (الإنجليزية)
- بيرسي ماركس على موقع أول موفي (الإنجليزية)
- بيرسي ماركس على موقع إن إن دي بي (الإنجليزية)
- بيرسي ماركس على موقع قاعدة بيانات الفيلم (الإنجليزية)
- بيرسي ماركس على موقع كينوبويسك (الروسية)